# Bubbles Galore
Pour plus de détails, voir Fiche technique et Distribution.
Bubbles Galore est un film canadien réalisé par Cynthia Roberts, sorti en 1996.

## Synopsis
Star du porno, Bubbles Galore, une bisexuelle, recherche l'amour et le désir sexuel durant le tournage d'un film pornographique.

## Fiche technique
- Titre : Bubbles Galore
- Réalisation : Cynthia Roberts
- Scénario : Cynthia Roberts et Greg Klymkiw
- Directeur de la photographie
- Musique : Nicholas Stirling
- Montage : Sarah Peddie, Cynthia Roberts et Sy Rynard
- Sociétés de production : Horsy Productions
- Genre : Érotique
- Pays d’origine :  Canada
- Durée : 1h34 minutes
- Date de sortie : 25 août 1996
- Film interdit aux moins de 16 ans lors de sa sortie en France

## Distribution
- Nina Hartley : Bubbles Galore
- Annie Sprinkle : God
- Tracy Wright : Vivian Klitorsky
- Daniel MacIvor : Godfrey Montana
- Shawna Sexton : Dory Drawers
- Andrew Scorer : Buck Lister